# DFB-Junioren-Vereinspokal 2015/16
Der DFB-Junioren-Vereinspokal 2015/16 war die 30. Austragung dieses Wettbewerbs. Er begann am 8. August 2015.

## Teilnehmende Mannschaften
Am Wettbewerb nahmen die Juniorenpokalsieger (Saison 2014/15) der 21 Landesverbände des DFB teil:
- Holstein Kiel (Schleswig-Holstein)
- FC St. Pauli (Hamburg)
- Werder Bremen (Bremen)
- Hannover 96 (Niedersachsen)
- Hansa Rostock (Mecklenburg-Vorpommern)
- Hertha BSC (Berlin)
- Energie Cottbus (Brandenburg)
- 1. FC Magdeburg (Sachsen-Anhalt)
- FSV Zwickau (Sachsen)
- FC Carl Zeiss Jena (Thüringen)
- Bayer 04 Leverkusen (Mittelrhein)
- Fortuna Düsseldorf (Niederrhein)
- Borussia Dortmund (Westfalen)
- TuS Koblenz (Rheinland)
- 1. FSV Mainz 05 (Südwest)
- 1. FC Saarbrücken (Saarland)
- SV Wehen Wiesbaden (Hessen)
- VfB Stuttgart (Württemberg)
- SV Waldhof Mannheim (Baden)
- SC Freiburg (Südbaden)
- SpVgg Greuther Fürth (Bayern)

## 1. Runde
In der 1. Runde spielten zehn Teilnehmer fünf Achtelfinalisten aus. Die restlichen elf Teilnehmer erhielten ein Freilos und stiegen erst im Achtelfinale in den Wettbewerb ein.
| Datum      |                   | Ergebnis |                    |
| ---------- | ----------------- | -------- | ------------------ |
| 08.08.2015 | FC Hansa Rostock  | 0:2      | Hertha BSC         |
| 09.08.2015 | Borussia Dortmund | 2:0      | 1. FSV Mainz 05    |
| 09.08.2015 | 1. FC Saarbrücken | 3:1      | FC St. Pauli       |
| 09.08.2015 | 1. FC Magdeburg   | 0:3      | Fortuna Düsseldorf |
| 26.08.2015 | Hannover 96       | 3:1      | VfB Stuttgart      |

## Achtelfinale
Die Auslosung für das Achtelfinale ergab folgende Paarungen:
| Datum      |                      | Ergebnis               |                     |
| ---------- | -------------------- | ---------------------- | ------------------- |
| 24.10.2015 | 1. FC Saarbrücken    | 2:4                    | Hannover 96         |
| 25.10.2015 | TuS Koblenz          | 1:5                    | Hertha BSC          |
| 25.10.2015 | Fortuna Düsseldorf   | 2:3 n. V.              | Bayer 04 Leverkusen |
| 25.10.2015 | FC Carl Zeiss Jena   | 1:0                    | SV Waldhof Mannheim |
| 25.10.2015 | SpVgg Greuther Fürth | 0:3                    | SC Freiburg         |
| 25.10.2015 | Holstein Kiel        | 2:2 n. V., (4:3 i. E.) | FSV Zwickau         |
| 22.11.2015 | SV Wehen Wiesbaden   | 1:2                    | SV Werder Bremen    |
| 22.11.2015 | Energie Cottbus      | 0:3                    | Borussia Dortmund   |

## Viertelfinale
Die Auslosung für das Viertelfinale ergab folgende Paarungen:
| Datum      |                     | Ergebnis               |                   |
| ---------- | ------------------- | ---------------------- | ----------------- |
| 20.12.2015 | Holstein Kiel       | 0:4                    | Borussia Dortmund |
| 20.12.2015 | Hannover 96         | 1:0                    | SC Freiburg       |
| 20.12.2015 | Bayer 04 Leverkusen | 1:1 n. V., (2:4 i. E.) | SV Werder Bremen  |
| 10.02.2015 | FC Carl Zeiss Jena  | 2:3                    | Hertha BSC        |

## Halbfinale
Die Auslosung für das Halbfinale ergab folgende Paarungen:
| Datum      |                  | Ergebnis |                   |
| ---------- | ---------------- | -------- | ----------------- |
| 20.03.2016 | Hannover 96      | 2:0      | Borussia Dortmund |
| 20.03.2016 | SV Werder Bremen | 4:5      | Hertha BSC        |

## Finale
Das Finale fand am 21. Mai 2016 im Berliner Stadion auf dem Wurfplatz statt.
| Paarung        | Hertha BSC – Hannover 96 |
| Ergebnis       | 2:4 (2:2) |
| Datum          | 21. Mai 2016 um 11:00 Uhr |
| Stadion        | Stadion auf dem Wurfplatz, Berlin |
| Zuschauer      | 4.500 |
| Schiedsrichter | Robert Kampka (Schornbach) |
| Tore           | 1:0 Mittelstädt (4.) 1:1 Huth (23.) 1:2 Darwish (32.) 2:2 Jensen (37.) 2:3 Darwish (82.) 2:4 Ritzka (90.+2') |
| Hertha BSC     | Leon Schaffran – Maximilian Mittelstädt, Jordan Torunarigha, Florian Egerer, Lukas Kraeft (84. Jonas Nickel) – Maurice Čović (66. Tahsin Çakmak), Damir Bektic, Enes Yasin Akyol, Leon Jensen, Sidney Friede – Mike Brömer (78. Nils Blumberg) Cheftrainer: Andreas Thom |
| Hannover 96    | Toni Neubauer – Lars Ritzka, Maurice Springfeld, Steffen Witte, Jonas Morison – Marcel Langer, Patrice Epale, Mohamed Darwish, Gianluca Zentler (77. Leander Baar), Mete Demir – Elias Huth (52. Moritz Riegel) Cheftrainer: Daniel Stendel                              |
| Gelbe Karten   | Leon Schaffran, Maurice Čović, Maximilian Mittelstädt – Gianluca Zentler, Moritz Riegel, Maurice Springfeld |
| Besonderheiten | Neubauer hält Foulelfmeter von Bektic (47.) |